# بقاق
بقَّاق أو بَقَاقَة جنس من الطيور في فصيلة البقَّاقيَّات . موطنها أحراج البلاد الاستوائية. قوتها الحشرات على اختلاف أنواعها وأحجامها.